# Weltmeisterschaften der Rhythmischen Sportgymnastik 1999
| 23. Weltmeisterschaften der Rhythmischen Sportgymnastik | 23. Weltmeisterschaften der Rhythmischen Sportgymnastik |
| ------------------------------------------------------- | ------------------------------------------------------- |
| Logo                                                    |                                                         |
| Veranstaltungsort                                       | Osaka (Japan)                                           |
| Teilnehmende Länder                                     | 52                                                      |
| Teilnehmende Athleten                                   | ?                                                       |
| Wettbewerbe                                             | 9                                                       |
| Eröffnung                                               | 28. September 1999                                      |
| Abschluss                                               | 3. Oktober 1999                                         |
| Chronik                                                 |                                                         |
| ← Rhythmische-Sportgymnastik-WM 1998                    | Rhythmische-Sportgymnastik-WM 2001 →                    |

Die 23. Weltmeisterschaften der Rhythmischen Sportgymnastik (offiziell 23rd Rhythmic Gymnastics World Championships) fanden zwischen dem 28. September und 3. Oktober 1999 in Osaka, Japan statt.

## Teilnehmerinnen
| Europa (32 Länder) | Europa (32 Länder) | Europa (32 Länder) |
| --- | --- | ------------------ |
| - Aserbaidschan - Belgien - Bulgarien - Deutschland - Estland - Finnland - Frankreich - Georgien - Griechenland - Italien - BR Jugoslawien - Kroatien - Lettland - Litauen - Niederlande - Norwegen | - Polen - Portugal - Rumänien - Russland - Schweden - Schweiz - Slowenien - Slowakei - Spanien - Tschechien - Türkei - Ukraine - Ungarn - Vereinigtes Königreich - Belarus - Zypern |                    |
| Amerika (7 Länder) | |                    |
| - Argentinien - Brasilien - Kanada - Kuba | - Mexiko - Venezuela - Vereinigte Staaten |                    |
| Asien (9 Länder) | |                    |
| - Volksrepublik China - Hongkong - Israel - Japan - Kasachstan | - Malaysia - Nordkorea - Südkorea - Usbekistan |                    |
| Afrika (2 Länder) | |                    |
| - Ägypten | - Südafrika |                    |
| Ozeanien (2 Länder) | |                    |
| - Australien | - Neuseeland |                    |

## Medaillenspiegel

### Nationen
| Platz | Land         | Seniorinnen | Seniorinnen | Seniorinnen | Gruppen | Gruppen | Gruppen | Gesamt- wertung |
| ----- | ------------ | ----------- | ----------- | ----------- | ------- | ------- | ------- | --------------- |
|       |              | Gold        | Silber      | Bronze      | Gold    | Silber  | Bronze  | Gesamt          |
| 1     | Russland     | 4           | 2           | 2           | 1       | 1       | 1       | 11              |
| 2     | Griechenland | 0           | 0           | 0           | 2       | 1       | 0       | 3               |
| 3     | Ukraine      | 2           | 0           | 3           | 0       | 0       | 0       | 5               |
| 4     | Belarus      | 0           | 4           | 1           | 0       | 1       | 2       | 8               |

## Ergebnisse Seniorinnen

### Einzelmehrkampf
| Rang | Athletin            | Seil  | Reifen | Ball   | Band  | Gesamt |
| ---- | ------------------- | ----- | ------ | ------ | ----- | ------ |
| 1    | Alina Kabajewa      | 9.983 | 9.958  | 10.000 | 9.983 | 39.924 |
| 2    | Julija Raskina      | 9.966 | 9.933  | 9.975  | 9.900 | 39.774 |
| 3    | Julija Barsukowa    | 9.933 | 9.933  | 9.941  | 9.916 | 39.723 |
| 4    | Eva Serrano         | 9.908 | 9.908  | 9.925  | 9.891 | 39.632 |
| 5    | Olena Witrytschenko | 9.874 | 9.908  | 9.933  | 9.916 | 39.631 |
| 6    | Susanna Marchesi    | 9.875 | 9.900  | 9.866  | 9.833 | 39.474 |
| 7    | Tamara Yerofeeva    | 9.883 | 9.883  | 9.899  | 9.750 | 39.415 |
| 8    | Teodora Alexandrova | 9.883 | 9.650  | 9.925  | 9.891 | 39.349 |
| 9    | Esther Dominguez    | 9.800 | 9.858  | 9.841  | 9.850 | 39.349 |
| 10   | Rieko Matsunaga     | 9.849 | 9.808  | 9.874  | 9.783 | 39.314 |
| 11   | Eugenia Pavlina     | 9.775 | 9.900  | 9.866  | 9.766 | 39.307 |
| 12   | Almudena Cid        | 9.783 | 9.866  | 9.833  | 9.775 | 39.257 |
| 13   | Evmorphia Dona      | 9.733 | 9.858  | 9.866  | 9.766 | 39.223 |
| 14   | Svetlana Tokaev     | 9.808 | 9.783  | 9.799  | 9.791 | 39.181 |
| 15   | Anna Kwitniewska    | 9.783 | 9.800  | 9.783  | 9.800 | 39.166 |

| Rang | Athletin             | Seil  | Reifen | Ball  | Band  | Gesamt |
| ---- | -------------------- | ----- | ------ | ----- | ----- | ------ |
| 16   | Viktoria Danova      | 9.791 | 9.824  | 9.775 | 9.741 | 39.131 |
| 17   | Laura Zachilli       | 9.716 | 9.775  | 9.758 | 9.783 | 39.032 |
| 18   | Agnieszka Brandebura | 9.800 | 9.800  | 9.658 | 9.766 | 39.024 |
| 19   | Helene Asmus         | 9.800 | 9.733  | 9.791 | 9.699 | 39.023 |
| 20   | Viktoria Frater      | 9.708 | 9.783  | 9.708 | 9.716 | 38.915 |
| 21   | Inga Tavdishvili     | 9.700 | 9.683  | 9.741 | 9.641 | 38.765 |
| 22   | Ai Yokochi           | 9.658 | 9.758  | 9.716 | 9.566 | 38.698 |
| 23   | Weixiao Wang         | 9.699 | 9.641  | 9.716 | 9.608 | 38.664 |
| 24   | Jessica Howard       | 9.599 | 9.633  | 9.674 | 9.658 | 38.564 |
| 25   | Lital Baumwel        | 9.600 | 9.645  | 9.650 | 9.591 | 38.486 |
| 26   | Emilie Livingstone   | 9.600 | 9.624  | 9.608 | 9.616 | 38.448 |
| 27   | Monique Strobl       | 9.666 | 9.566  | 9.620 | 9.553 | 38.405 |
| 28   | Heini Lautala        | 9.599 | 9.650  | 9.399 | 9.616 | 38.264 |
| 29   | Susana Nascimento    | 9.570 | 9.633  | 9.599 | 9.462 | 38.264 |
| 30   | Erika Leigh Stirton  | 9.683 | 9.700  | 9.183 | 9.658 | 38.224 |

### Mannschaftsmehrkampf
| Rang | Land        | Seil   | Reifen | Ball   | Band   | Gesamt  |
| ---- | ----------- | ------ | ------ | ------ | ------ | ------- |
| 1    | Russland    | 29.841 | 29.766 | 29.833 | 29.649 | 119.089 |
| 2    | Belarus     | 29.658 | 29.666 | 29.682 | 29.650 | 118.656 |
| 3    | Ukraine     | 29.566 | 29.607 | 29.624 | 29.525 | 118.322 |
| 4    | Deutschland | 29.223 | 29.000 | 29.174 | 29.153 | 116.550 |
| 5    | Spanien     | 19.483 | 19.591 | 19.474 | 19.358 | 077.906 |
| 6    | Bulgarien   | 19.483 | 19.591 | 19.474 | 19.358 | 077.906 |
| 7    | Italien     | 09.691 | 09.708 | 09.725 | 09.750 | 038.874 |
| 8    | Japan       | 09.658 | 09.641 | 09.791 | 09.625 | 038.715 |

### Gerätefinals
| Rang | Athletin            | Punkte |
| ---- | ------------------- | ------ |
| 1    | Olena Witrytschenko | 10.000 |
| 2    | Alina Kabajewa      | 09.966 |
| 3    | Julija Barsukowa    | 09.925 |
| 4    | Julija Raskina      | 09.850 |
| 5    | Eva Serrano         | 09.825 |
| 6    | Rieko Matsunaga     | 09.766 |
| 7    | Almudena Cid        | 09.766 |
| 8    | Susanna Marchesi    | 09.675 |

| Rang | Athletin            | Punkte |
| ---- | ------------------- | ------ |
| 1    | Olena Witrytschenko | 10.000 |
| 2    | Alina Kabajewa      | 09.975 |
| 3    | Eugenia Pavlina     | 09.925 |
| 4    | Tamara Yerofeeva    | 09.900 |
| 5    | Eva Serrano         | 09.891 |
| 6    | Julija Barsukowa    | 09.804 |
| 7    | Evmorphia Dona      | 09.800 |
| 8    | Edita Schaufler     | 09.733 |

| Rang | Athletin            | Punkte |
| ---- | ------------------- | ------ |
| 1    | Alina Kabajewa      | 09.966 |
| 2    | Julija Raskina      | 09.958 |
| 3    | Tamara Yerofeeva    | 09.925 |
| 4    | Olga Belova         | 09.908 |
| 5    | Eva Serrano         | 09.875 |
| 6    | Teodora Alexandrova | 09.783 |
| 7    | Rieko Matsunaga     | 09.766 |
| 8    | Olena Witrytschenko | 09.766 |

| Rang | Athletin            | Punkte |
| ---- | ------------------- | ------ |
| 1    | Alina Kabajewa      | 10.000 |
| 2    | Julija Raskina      | 09.958 |
| 3    | Olena Witrytschenko | 09.933 |
| 4    | Tamara Yerofeeva    | 09.933 |
| 5    | Eugenia Pavlina     | 09.916 |
| 6    | Irina Tchachina     | 09.766 |
| 7    | Svetlana Tokaev     | 09.758 |
| 8    | Edita Schaufler     | 09.749 |

## Ergebnisse Gruppen

### Gruppenmehrkampf
| Rang | Gruppen      | 3 2    | 5      | Gesamt |
| ---- | ------------ | ------ | ------ | ------ |
| 1    | Russland     | 19.800 | 19.700 | 39.500 |
| 2    | Griechenland | 19.766 | 19.700 | 39.466 |
| 3    | Belarus      | 19.733 | 19.700 | 39.433 |
| 4    | Japan        | 19.616 | 19.600 | 39.216 |
| 5    | Deutschland  | 19.600 | 19.500 | 39.100 |
| 6    | Italien      | 19.666 | 19.433 | 39.099 |
| 7    | Spanien      | 19.666 | 19.366 | 39.032 |
| 8    | Frankreich   | 19.366 | 19.600 | 38.966 |
| 9    | Bulgarien    | 19.600 | 19.350 | 38.950 |
| 10   | Ukraine      | 19.566 | 19.200 | 38.766 |
| 11   | Schweiz      | 19.266 | 19.150 | 38.416 |
| 12   | Rumänien     | 19.266 | 18.866 | 38.132 |
| 13   | Kanada       | 19.150 | 18.966 | 38.116 |

| Rang | Gruppen             | 3 2    | 5      | Gesamt |
| ---- | ------------------- | ------ | ------ | ------ |
| 14   | Slowakei            | 19.133 | 18.983 | 38.116 |
| 15   | Volksrepublik China | 19.566 | 18.466 | 38.032 |
| 16   | Slowenien           | 19.116 | 18.850 | 37.966 |
| 17   | Tschechien          | 19.133 | 18.800 | 37.933 |
| 18   | Polen               | 18.966 | 18.933 | 37.899 |
| 19   | Nordkorea           | 19.500 | 18.383 | 37.883 |
| 20   | Brasilien           | 18.950 | 18.900 | 37.850 |
| 21   | Finnland            | 18.883 | 18.933 | 37.816 |
| 22   | Südkorea            | 19.166 | 18.633 | 37.799 |
| 23   | Ungarn              | 18.966 | 18.366 | 37.332 |
| 24   | Portugal            | 18.933 | 18.233 | 37.166 |
| 25   | Australien          | 18.516 | 18.375 | 36.891 |
| 26   | Argentinien         | 18.400 | 17.650 | 36.050 |

### Gerätefinals
| Rang | Gruppen      | 5 Punkte |
| ---- | ------------ | -------- |
| 1    | Griechenland | 19.816   |
| 2    | Belarus      | 19.766   |
| 3    | Russland     | 19.700   |
| 4    | Japan        | 19.666   |
| 5    | Deutschland  | 19.566   |
| 6    | Spanien      | 19.533   |
| 7    | Bulgarien    | 19.516   |
| 8    | Italien      | 19.466   |

| Rang | Gruppen      | 3 2 Punkte |
| ---- | ------------ | ---------- |
| 1    | Griechenland | 19.833     |
| 2    | Russland     | 19.783     |
| 3    | Belarus      | 19.716     |
| 4    | Japan        | 19.566     |
| 5    | Frankreich   | 19.450     |
| 6    | Spanien      | 19.316     |
| 7    | Deutschland  | 19.216     |
| 8    | Italien      | 19.150     |